# Alpen-Hahnenfuß
Der Alpen-Hahnenfuß (Ranunculus alpestris) ist eine Pflanzenart aus der Gattung Hahnenfuß (Ranunculus) in der Familie der Hahnenfußgewächse (Ranunculaceae). Sie ist in den europäischen Gebirgen verbreitet.

## Beschreibung

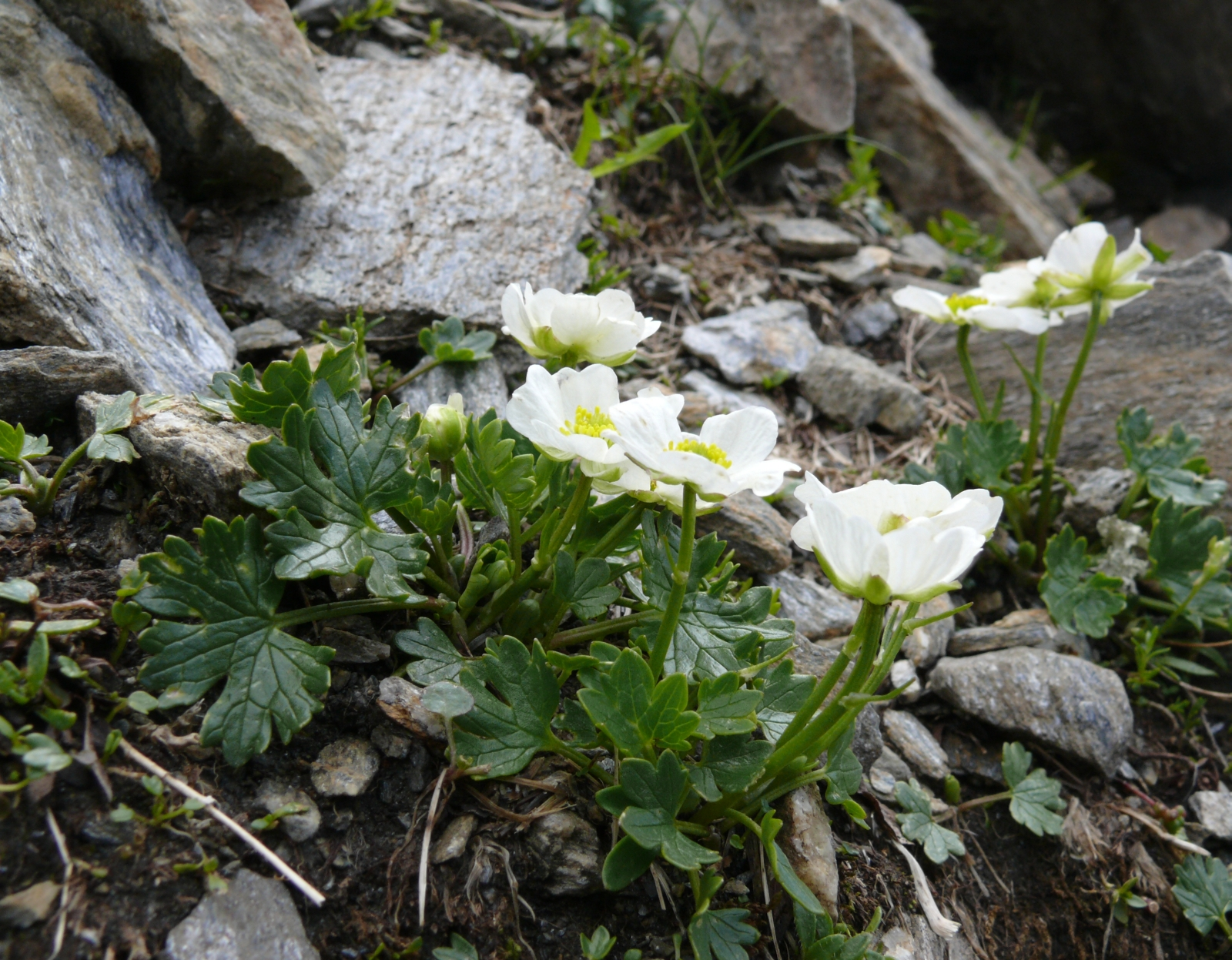
Blüten im Detail mit den fünf weißen Kronblättern, vielen gelben Staubblättern und vielen grünen Fruchtblättern

### Vegetative Merkmale
Der Alpen-Hahnenfuß ist eine sommergrüne, ausdauernde, krautige Pflanze, die Wuchshöhen von meist 5 bis 1, selten bis zu 20 Zentimetern erreicht. Der Stängel ist gefurcht und kahl.
Es sind meist nur grundständige Laubblätter vorhanden, die gestielt sind und eine im Umriss rundliche bis nierenförmige, drei- bis fünflappige Blattspreite mit herzförmigem Spreitengrund besitzen. Falls Stängelblätter vorhanden sind, dann sind sie einfach und schmal linealisch.

### Generative Merkmale
Die Blütezeit reicht von Juni bis September. Je Stängel ist meist nur eine, oder selten bis zu drei Blüten vorhanden. Die zwittrigen, radiärsymmetrischen Blüten weisen einen Durchmesser von 2 bis 2,5 Zentimetern auf. Die fünf freien Kelchblätter sind kahl oder weiß behaart. Die fünf freien Kronblätter sind weiß, herzförmig und ausgerandet. Es sind zahlreiche gelbe Staubblätter und viele Fruchtblätter vorhanden.
Es stehen viele Nüsschen zusammen, die aufgeblasen, etwa 2 Millimeter lang und etwa 1,5 Millimeter breit sind.
Es liegt Diploidie mit der Chromosomenzahl 2n = 16 vor.

## Ökologie
Der Alpen-Hahnenfuß ist auf lange Schneebedeckung eingerichtet. Er entwickelt Laubblätter schon unter der Schneedecke und entfaltet sie gleich nach dem Ausapern. Die scharf schmeckenden Blätter werden gerne von Gämsen gefressen. Diese Pflanzenart heißt deshalb im Volksmund Gamskress, wie auch das Rundblättrige Täschelkraut (Thlaspi rotundifolium). Jäger erhoffen sich vom Verzehr der Blätter eine ähnliche Schwindelfreiheit, wie sie den Gämsen zu eigen ist (Jagerblättle).
Der Alpen-Hahnenfuß ist wie alle Hahnenfußarten giftig.

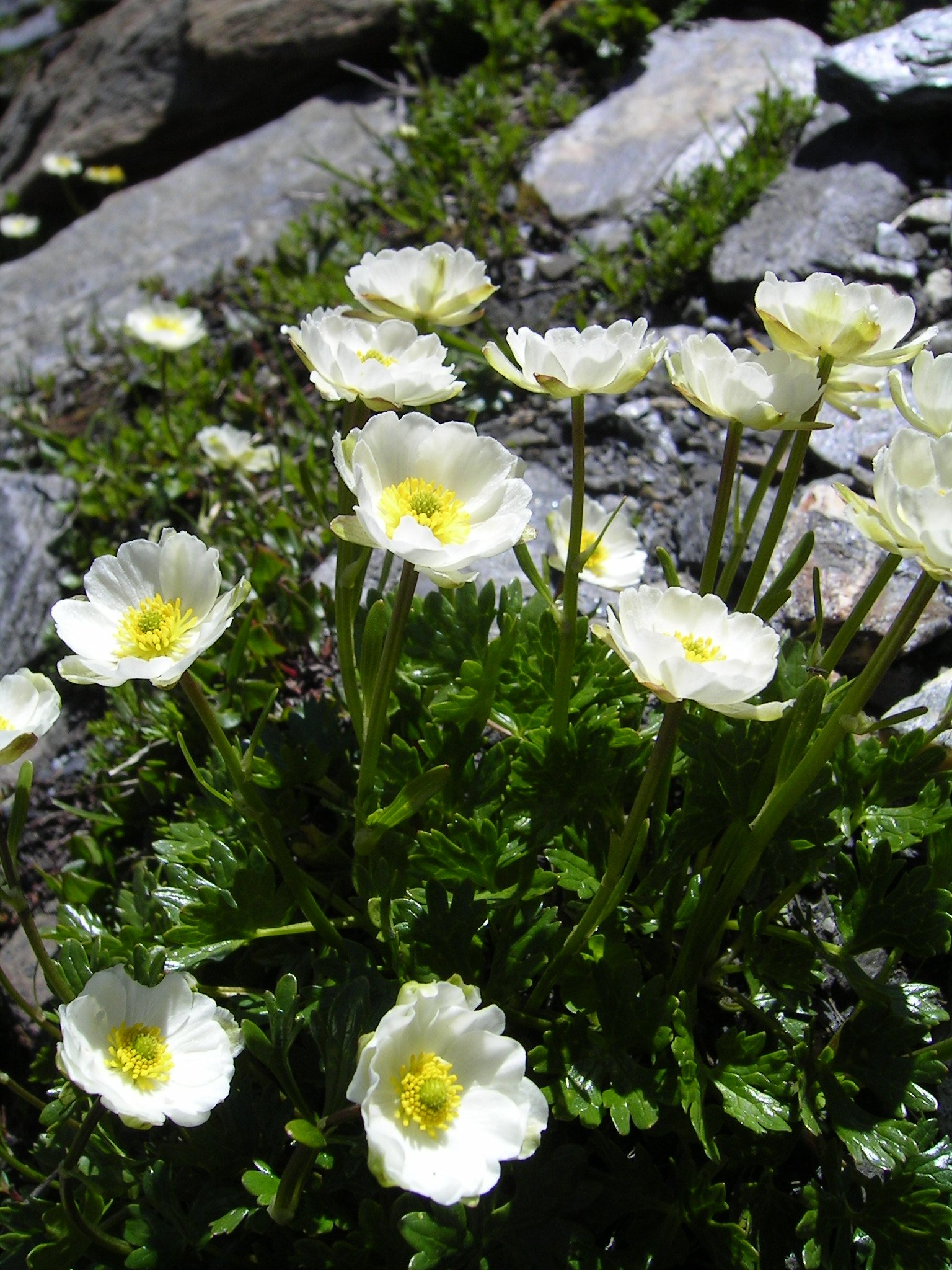
Alpen-Hahnenfuß auf Schiefer

## Vorkommen
Der Alpen-Hahnenfuß ist in den Alpen, Karpaten, Pyrenäen und im Apennin verbreitet. Der Alpen-Hahnenfuß gedeiht am besten auf kalkhaltigen Rohböden mit langer Schneebedeckung. Er kommt in Höhenlagen meist von 1300 bis 3000 Metern, aber auch schon in geringeren Höhenlagen bei 500 Metern (Kufstein) vor. In den Allgäuer Alpen gedeiht er in Höhenlagen 1400 bis 2500 Metern, selten tiefer. In Graubünden steigt er bis in eine Höhenlage von 2940 Metern auf. Er ist in Mitteleuropa eine Charakterart des Verbands Arabidion caeruleae.
Die ökologischen Zeigerwerte nach Landolt et al. 2010 sind in der Schweiz: Feuchtezahl F = 3+w (feucht aber mäßig wechselnd), Lichtzahl L = 4 (hell), Reaktionszahl R = 4 (neutral bis basisch), Temperaturzahl T = 1+ (unter-alpin, supra-subalpin und ober-subalpin), Nährstoffzahl N = 2 (nährstoffarm), Kontinentalitätszahl K = 2 (subozeanisch).

## Nutzung
Der Alpen-Hahnenfuß wird selten als Zierpflanze für Steingärten genutzt. Die Sorte ‘Annemarie’ (‘Flore Pleno’) hat gefüllte Blüten.